# Holländisches Viertel
Holländisches Viertel är ett område i centrala Potsdam i Brandenburg, Tyskland. Området ligger omkring gatorna Mittelstrasse och Benkertstrasse och består av fyra rektangulära kvarter med 134 tegelhus i holländsk stil, uppförda mellan 1733 och 1742 på order av kung Fredrik Vilhelm I av Preussen, under ledning av den nederländske arkitekten Jan Bouman. 
Det kulturminnesmärkta holländska kvarteret i Potsdam är den största enhetliga byggnadsensemblen i holländsk stil i Europa utanför Nederländerna. Sedan Tysklands återförening 1990 har området renoverats, med stöd av det nederländska kungahuset. Kvarteret har genom sin popularitet bland boende och turister gentrifierats, och inhyser idag ett stort antal butiker, caféer, restauranger och gallerier.